# Liste der Stolpersteine in Remich
Die Liste der Stolpersteine im Remich enthält die Stolpersteine in der luxemburgischen Stadt Remich (luxemburgisch Réimech). Stolpersteine erinnern an das Schicksal der Menschen, die von den Nationalsozialisten ermordet, deportiert, vertrieben oder in den Suizid getrieben wurden. Die Stolpersteine wurden vom Kölner Künstler Gunter Demnig konzipiert und werden von ihm selbst verlegt.
Die Stolpersteine liegen im Regelfall vor dem letzten selbstgewählten Wohnort des Opfers. Sie werden auf Luxemburgisch Stolpersteng genannt.

## Remich
Die Tabelle ist teilweise sortierbar; die Grundsortierung erfolgt alphabetisch nach dem Familiennamen.
| Stolpersteine | Übersetzung | Standort          | Name, Leben               |
| ------------- | --- | ----------------- | ------------------------- |
|               | HIER HAT GEWOHNT ALICE DEICHMANN GEB. ARON 1903 NÜRNBERG DEPORTIERT 1942 AUSCHWITZ ERMORDET 31.7.1942                  | 54, rue de Macher | Alice Deichmann geb. Aron |
|               | HIER HAT GEWOHNT KURT DEICHMANN JG. 1907 FLUCHT 1938 BRASILIEN                                                         | 54, rue de Macher | Kurt Deichmann            |
|               | HIER HAT GEWOHNT LEO HAYUM JG. 1907 DEPORTIERT 1941 ŁÓDŹ / LITZMANNSTADT ERMORDET                                      | 6, rue de la Gare | Leo Hayum                 |
|               | HIER HAT GEWOHNT RENÉE HAYUM MEYER JG. 1914 DEPORTIERT 1941 ŁÓDŹ / LITZMANNSTADT ERMORDET 1944 AUSCHWITZ               | 6, rue de la Gare | Renée Hayum Meyer         |
|               | HIER WOHNTE ERNA HILB JG. 1915 DEPORTIERT 1941 ŁÓDŹ / LITZMANNSTADT ERMORDET                                           | 13, rue Enz       | Erna Hilb                 |
|               | HIER WOHNTE LEOPOLD HILB JG. 1884 DEPORTIERT 1941 ŁÓDŹ / LITZMANNSTADT ERMORDET                                        | 13, rue Enz       | Leopold Hilb              |
|               | HIER WOHNTE REGINA HILB-BONEM JG. 1886 DEPORTIERT 1941 ŁÓDŹ / LITZMANNSTADT CHELMNO ERMORDET                           | 13, rue Enz       | Regina Hilb-Bonem         |
|               | HIER HAT GEWOHNT HEINRICH HERRMANN JG. 1879 INTERNIERT FÜNFBRUNNEN DEPORTIERT THERESIENSTADT ERMORDET 1944             | 4, rue Dauvelt    | Heinrich Herrmann         |
|               | HIER HAT GEWOHNT KLARA HERRMANN-KAHN JG. 1882 INTERNIERT FÜNFBRUNNEN DEPORTIERT THERESIENSTADT ERMORDET 1944 AUSCHWITZ | 4, rue Dauvelt    | Klara Herrmann-Kahn       |
|               | HIER HAT GEWOHNT MYRTIL HERRMANN JG. 1912 DEPORTIERT 1941 ŁÓDŹ / LITZMANNSTADT ERMORDET 1945 BERGEN-BELSEN             | 4, rue Dauvelt    | Myrtil Herrmann           |
|               | HIER HAT GEWOHNT ROGER HERRMANN JG. 1920 DEPORTIERT 1941 ŁÓDŹ / LITZMANNSTADT ÜBERLEBT                                 | 4, rue Dauvelt    | Roger Herrmann            |
|               | HIER HAT GEWOHNT HEINZ JOSEPH JG. 1925 DEPORTIERT 1941 ŁÓDŹ / LITZMANNSTADT AUSCHWITZ BERGEN-BELSEN ÜBERLEBT           | 6, rue de la Gare | Heinz Joseph              |
|               | HIER HAT GEWOHNT FELIX MARX JG. 1875 DEPORTIERT 1942 IZBICA ERMORDET                                                   | 36, rue Neuve     | Felix Marx                |
|               | HIER HAT GEWOHNT GASTON MARX JG. 1909 FLUCHT 10.5.1941 FRANKREICH                                                      | 36, rue Neuve     | Gaston Marx               |
|               | HIER HAT GEWOHNT EMMA MARX-NATHAN JG. 1878 DEPORTIERT 1942 IZBICA ERMORDET                                             | 36, rue Neuve     | Emma Marx-Nathan          |
|               | HIER HAT GEWOHNT ARTHUR MEYER JG. 1909 DEPORTIERT 1941 ŁÓDŹ / LITZMANNSTADT CHELMNO ERMORDET                           | 6, rue de la Gare | Arthur Meyer              |
|               | HIER HAT GEWOHNT FANNY MEYER-KAHN JG. 1878 DEPORTIERT 1941 ŁÓDŹ / LITZMANNSTADT AUSCHWITZ ERMORDET 1944                | 6, rue de la Gare | Fanny Meyer-Kahn          |

## Verlegedaten
Die Verlegungen in Remich erfolgten durch Gunter Demnig persönlich am 24. Juni 2016.